# Můj život
Můj život (v anglickém originále My Life) je americký dramatický film z roku 1993. Režisérem filmu je Bruce Joel Rubin. Hlavní role ve filmu ztvárnili Michael Keaton, Nicole Kidman, Bradley Whitford, Rebecca Schull a Michael Constantine.

## Obsazení
| Michael Keaton      | Bob Jones      |
| Nicole Kidman       | Gail Jones     |
| Bradley Whitford    | Paul Ivanovich |
| Rebecca Schull      | Rose Ivanovich |
| Michael Constantine | Bill Ivanovich |
| Queen Latifah       | Theresa        |
| Mark Holton         | Sam            |
| Haing S. Ngor       | pan Ho         |